# Chrome (группа)
Chrome (с англ. — «Хром») — американская рок-группа, основанная в Сан-Франциско в 1976 году музыкантом Дэймоном Эджем и связанная с постпанк-движением 1970-х годов. Сырое звучание группы сочетало в себе элементы панка, психоделии и раннего индастриала, включая научно-фантастические мотивы, эксперименты с магнитофонной музыкой, тяжёлый эйсид-рок и электронный нойз. Их называют предвестниками бума индастриала 1980-х годов.
На музыкальной сцене Сан-Франциско 1970-х они не добились большого коммерческого успеха, но приобрели культовую популярность в Великобритании и Германии после выпуска альбомов Alien Soundtracks (1977) и Half Machine Lip Moves (1979). Эдж умер в 1995 году; впоследствии гитарист Хелиос Крид возродил название Chrome для записей и выступлений.
Их называют вдохновителями Nine Inch Nails, MGMT, Steve Albini, Pavement, The Jesus Lizard, Osees, Unwound и Butthole Surfers.

## Характеристики
Стиль
Звучание группы можно охарактеризовать как постпанк, индастриал-рок, эйсид-панк, нойз-рок, экспериментальный рок.

## Дискография
Смотри статью «Дискография Chrome» в англ. разделе.

### Первоначальный период
- The Visitation (1976, Siren Records)

### Период Эджа/Крида
Совместные работы Эджа и Крида в Сан-Франциско.
- Alien Soundtracks (1977, Siren Records)
- Half Machine Lip Moves (1979, Siren Records)
- Red Exposure (1980, Beggars Banquet Records)
- Blood on the Moon (1981, Don't Fall Off the Mountain/Beggars Banquet Records)
- 3rd from the Sun (1982, Siren Records)

### Период Дэймона Эджа
Спродюсировано Деймоном Эджем в Европе.
- Into the Eyes of the Zombie King (1984, Mosquito)
- Another World (1985, Dossier)
- Eternity (1986, Dossier)
- Dreaming in Sequence (1986, Dossier)
- Alien Soundtracks II (1988, Dossier)
- One Million Eyes (1988, Dossier)
- Mission of the Entranced (1990, Dossier)
- The Clairaudient Syndrome (1994, Dossier)

### Период Гелиоса Крида
После смерти Эджа Крид реформировал Chrome, включив в него как старых, так и новых участников.
- Retro Transmission (1997, Cleopatra Records)
- Tidal Forces (No Humans Allowed Pt. II) (1998, Man's Ruin Records)
- Ghost Machine (2002, Dossier)
- Angel of the Clouds (2002, Dossier)
- Dark Matter: Seeing Strange Lights (2008, Cleopatra Records)
- Feel It Like a Scientist (2014, King of Spades Records)
- Techromancy (2017, Cleopatra Records)
- Scaropy (2021, Cleopatra Records)
- Blue Exposure (2023, Cleopatra Records)